# Guy Pnini
Guy Pnini (Hebreu גיא פניני) (Tel Aviv, 04 de setembro de 1983) é um basquetebolista profissional israelense que atua pelo Hapoel Holon.